# Utrg
Utrg (en serbe cyrillique : Утрг) est un village du sud du Monténégro, dans la municipalité de Bar.

## Démographie

### Évolution historique de la population
| 1948 | 1953 | 1961 | 1971 | 1981 | 1991 | 2003 |
| ---- | ---- | ---- | ---- | ---- | ---- | ---- |
| 209  | 211  | 144  | 75   | 61   | 42   | 37   |